# Munkács megszállása
Munkács megszállása a Rákóczi-szabadságharc első, Rákóczi által személyesen irányított hadművelete volt 1703. június 19. és június 26. között. Rákóczi csapatai elfoglalták a várost, ám a vár császári kézen maradt. A vár felmentésére érkező erősítés elől a kurucok visszavonultak a hegyekbe.

## Előzmények
Miután a Lengyelországban Rákóczit a bujdosók küldöttsége felkereste, kiadta brezáni kiáltványát, melyben fegyverbe szólította Magyarország lakosságát. Rákóczi lengyel és francia segítség megszervezésén dolgozott, a Magyarországra visszatérő Esze Tamás pedig hozzálátott a felkelés megszervezéséhez. A parasztokból álló, kiképzetlen és felszereletlen csapatokat azonban Dolhánál a nemesség és a császári katonaság szétverte. A sereg maradéka a határ lengyel oldalára húzódott, ahol Rákóczi és a környék uradalmaiból elmenekült magyar és ruszin parasztság  csatlakozott hozzájuk. Június 16-án lépték át a magyar határt, majd 3 nap után elérték az első jelentősebb települést, az elkobzott Rákóczi-uradalom központját, Munkácsot.

## A csata

### A szemben álló felek
Rákóczi serege a dolhai vereség után kb. 250 főre olvadt, ám néhány nap alatt a környék parasztságának csatlakozásával ismét jelentős méretűvé nőtt: kb. 300 lovas és 3000 gyalogos alkotta. Ez a sereg vett részt a város megszállásában, ám a 26-ai csatában csak ismeretlen méretű, kisebb része volt jelen.
A várat két 240 fős császári szabadcsapat védte.

### A csata lefolyása

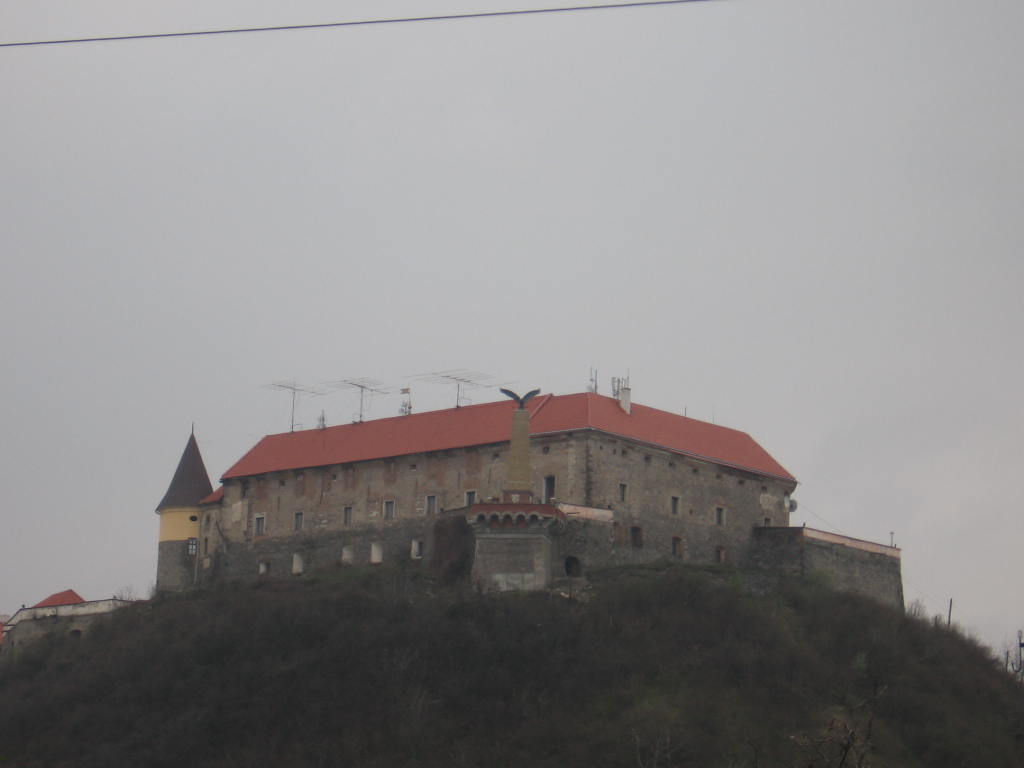
A munkácsi vár napjainkban

Rákóczi serege június 19-én elfoglalta a várost, majd 21-én megrohanta a gyengén védett várat. A harcban járatlan támadók azonban már az első puskalövésektől megfutamodtak.
A város megszállásának hírére Octavio Nigrelli táborszernagy, kassai főkapitány, a Montecuccoli-ezred parancsnoka az Ungváron tartózkodó, a bajor hadszíntérre való indulásra váró 2 lovasszázadát (320 fő) Munkácsra küldte. Miután Rákóczi erről értesült, június 25-én csapatai nagyobb részét a hegyekbe küldte, majd másnap a többiekkel ő is el akart indulni. Hajnalra azonban az Ungvárról érkező vértesek a várost két irányból közrefogták és a kivezető utakat lezárták. Ezután benyomultak a városba, melynek főterén összecsaptak a kurucokkal. A rövid, ám heves harcban Rákóczi egyik Majos nevű embere lelőtte Quirini császári vértes kapitányt (a kapitány korábban azzal kérkedett, hogy Rákóczi fejét levágja és kardra tűzve viszi Ungvárra). A képzett vértesekkel szemben a kurucok hamar meghátráltak, egy gázlón átkelve a Latorcán visszavonulásba kezdtek. Szinte teljes felszerelésük a császáriak zsákmánya lett.

## Következmények
A vértesek Oroszvégig üldözték Rákóczit, aki az itteni utóvédharcban halálos veszélybe került. Az összecsapást túlélte, de arról értesült, hogy Bereg és Ugocsa vármegye nemesi felkelői Csáky Mihály vezetésével oldalról bekeríthetik, így előreküldött csapataival egyesülve a lengyel határon fekvő Zavadka faluig vonult vissza. Itt újabb, császári seregtől szökött katonákból, külföldi zsoldosokból és parasztfelkelőkből álló erősítések csatlakozása után megnőtt seregével indította el a tiszántúli hadjáratot.
A munkácsi várat végül 1703. novemberétől 1704. február 16-ig tartó ostrom során foglalta el Rákóczi hadserege.